# Kyle Rote
College Football Hall of Fame 1964
(en) Statistiques sur pro-football-reference
William Kyle Rote, Sr., né le 27 octobre 1928 à San Antonio, au Texas et mort le 15 août 2002 à Baltimore, dans le Maryland, est un Américain, joueur professionnel de football américain, aux postes de running back et de wide receiver. Il joue pendant onze ans dans la National Football League (NFL) pour les Giants de New York.
Au niveau football américain universitaire, il joue pour les Mustangs de l'université méthodiste du Sud et a été la première sélection générale de la draft 1951 de la NFL (en).
Après sa carrière de joueur, Rote a été entraîneur sur le terrain des Giants et commentateur sportif pour WNEW Radio, NBC et WNBC New York.

## Jeunesse
Né et élevé à San Antonio, au Texas, Rote est le fils de Jack et Emma Belle (Owens) Rote,. Sa famille subit des tragédies pendant la Seconde Guerre mondiale ; quand il avait 16 ans, sa mère est tuée dans un accident de voiture et son frère aîné Jack est mort à Iwo Jima.
Rote fréquente l'école secondaire Thomas Jefferson de San Antonio,, où il remporte les honneurs All-State, tant au football américain qu'au basket-ball, tout en étant considéré comme l'un des meilleurs espoirs de la région en matière de baseball. Il est running back au football américain, guard au basket-ball, joueur de champ extérieur au baseball, et membre de l'équipe d'athlétisme.

## Carrière universitaire
Après avoir obtenu son diplôme d'études secondaires en 1947, Rote accepte une bourse d'études sportive à la Southern Methodist University de Dallas,, où il devient l'un des joueurs de football américain universitaire les plus célèbres du pays. En décembre 1949, dans un quasi-retour face au futur champion national, les Fighting Irish de Notre Dame, Rote court 115 yards, en lance 146 et marque les trois touchdowns de SMU dans une défaite de 27-20. Sa performance est élue par la Texas Sportswriters Association comme « la performance individuelle exceptionnelle d'un athlète texan dans la première moitié du XXe siècle »,. Vingt-cinq ans plus tard, Notre Dame fait de Rote un « membre honoraire » de son équipe de championnat.
Rote détient toujours le record universitaire national pour le plus long punt. Dans le Cotton Bowl contre les Ducks de l'Oregon en janvier 1949, SMU est sur sa propre ligne de quatre yards après un punt de Norm Van Brocklin. Rote donne un punt de sa propre zone d'en-but et le ballon s'est retrouvé à 84 yards plus loin, sur les douze yards de l'Oregon.
Au cours de sa dernière année à la SMU en 1950, Rote se classe deuxième pour le trophée Heisman, remporté par Vic Janowicz (en) des Buckeyes d'Ohio State,. Pendant ses études universitaires, Rote joue également joué au baseball et court pour les Mustangs ; il est intronisé au College Football Hall of Fame en 1964.
Immédiatement après l'obtention de son diplôme à la SMU, Rote signe un contrat avec les Aces de Corpus Christi de la Ligue de baseball de classe B de la côte du golfe du Mexique. En 23 matchs, sa moyenne au bâton était de 0,348.

## Carrière professionnelle

### NFL
Les Giants de New York choisissent Rote avec le premier choix général de la draft 1951 de la NFL (en),. Il commence comme running back, mais après les deux premières années, il passe à wide receiver en raison d'une blessure au genou. Lorsque Rote prend sa retraite après la saison 1961, il devient le leader en carrière des Giants dans les réceptions de passes (300), les yards gagnés (4 805) et les touchdown (48). Il se classe au deuxième rang pour le nombre total de touchdowns (56) et au cinquième rang pour le nombre de points (312). Son gain moyen par prise était de 16,0 yards. En tout, Rote participe à quatre matchs de championnat, dont le match de championnat de la NFL de 1956 contre les Bears de Chicago, et le match de 1958 remporté par les Colts de Baltimore en prolongation 23-17, connu sous le nom de The Greatest Game, le tout premier match de championnat de la NFL diffusé à la télévision nationale,. Rote est le capitaine des Giants de New York pendant plusieurs années,.
Rote est le fer de lance du mouvement qui est devenu l'Association des joueurs de la NFL, luttant pour l'égalité des chances pour tous les joueurs, afin que tous les joueurs de toutes les races reçoivent un traitement égal lorsque les équipes jouent sur la route. Il est devenu le premier président élu de la NFLPA à servir pendant plusieurs années, et a également agi comme représentant de l'équipe des Giants.
Il est intronisé au Cotton Bowl Hall of Fame, au Texas Sports Hall of Fame, au College Football Hall of Fame,, au Texas Pro Football Hall of Fame, au San Antonio Hall of Fame, au Texas High School Football Hall of Fame, au Texas High School Basketball Hall of Fame, au Southwest Conference All-Time Team et a reçu le SMU Distinguished Alumni Award. La Professional Football Researchers Association (en) nomme Rote au PFRA Hall of Very Good Class en 2006.
Rote prend sa retraite en avril 1962, puis est l'entraîneur des Giants pendant deux saisons, ; au cours de ces deux années, New York remporte le championnat de la division Est de la NFL, un troisième consécutif en 1963, mais perd chacun de ses matchs pour le titre.

### Commentateur sportif
Pendant son séjour en NFL, Rote passe les saisons mortes en tant que directeur sportif de la station de radio WNEW. Dans les années 1960 et au début des années 1970, comme ses anciens coéquipiers Frank Gifford, Pat Summerall et Thomas Conlin, il connaît une deuxième carrière de commentateur sportif, travaillant à NBC et WNBC New York à la radio et la télévision,. Rote est généralement considéré comme le premier athlète à utiliser le slogan populaire : « Vous ne pouvez pas arrêter un grand joueur comme (ex. Jim Brown), vous pouvez seulement espérer le contenir. » (« You cannot stop a great player like (ex. Jim Brown), you can only hope to contain him »).

## Vie privée
Rote et sa première femme, Elizabeth Jeanett Jamison, se marient en 1949 et ont quatre enfants - Kyle, Gary, Chris et Elizabeth. Son fils aîné, Kyle Rote Jr. (en), est l'une des premières vedettes du football des États-Unis. Il a dit de son père : « Pour moi, ce qui est le plus remarquable chez lui, c'est qu'il avait quatorze coéquipiers qui ont donné son nom à leurs fils. » (« To me the most remarkable thing about him from a football standpoint was that he had fourteen teammates who named their sons after him. »). En 1965, Rote épouse Sharon Ritchie (Miss Amérique 1956), dont il divorce en 1973. Rote épouse ensuite Betty-Nina Langmack en 1976.
Rote est le cousin de Tobin Rote, un quarterback de l'AFL et de la NFL qui a remporté plusieurs championnats et détient un record.
Rote est l'auteur des livres Pro Football for the Fans et The Language of Pro Football, et écrit le Giants Fight Song. Il publie également publié deux volumes de poésie, est un auteur-compositeur ASCAP, pianiste accompli, et peintre à l'huile ayant un certain nombre de ses œuvres exposées dans les musées à travers les États-Unis.

## Statistiques

### NFL
| Année  | Équipe             | MJ     |     | Courses | Courses | Courses | Courses |       | Passes réceptionnées | Passes réceptionnées | Passes réceptionnées | Passes réceptionnées |
| Année  | Équipe             | MJ     | Nb. | Yards   | Moy.    | TD      | Nb.     | Yards | Moy.                 | TD                   |                      |                      |
| 1951   | Giants de New York | 5      | 21  | 114     | 5,4     | 1       | 8       | 62    | 7,8                  | 0                    |                      |                      |
| 1952   | Giants de New York | 12     | 103 | 421     | 4,1     | 2       | 21      | 240   | 11,4                 | 2                    |                      |                      |
| 1953   | Giants de New York | 9      | 63  | 213     | 3,4     | 1       | 26      | 440   | 16,9                 | 5                    |                      |                      |
| 1954   | Giants de New York | 11     | 30  | 59      | 2,0     | 0       | 29      | 551   | 19,0                 | 2                    |                      |                      |
| 1955   | Giants de New York | 12     | 10  | 46      | 4,6     | 0       | 31      | 580   | 18,7                 | 8                    |                      |                      |
| 1956   | Giants de New York | 12     | 3   | 5       | 1,7     | 0       | 28      | 405   | 14,5                 | 4                    |                      |                      |
| 1957   | Giants de New York | 12     | 1   | 13      | 13,0    | 0       | 25      | 358   | 14,3                 | 3                    |                      |                      |
| 1958   | Giants de New York | 12     | -   | -       | -       | -       | 12      | 244   | 20,3                 | 3                    |                      |                      |
| 1959   | Giants de New York | 10     | -   | -       | -       | -       | 25      | 362   | 14,5                 | 4                    |                      |                      |
| 1960   | Giants de New York | 12     | -   | -       | -       | -       | 42      | 750   | 17,9                 | 10                   |                      |                      |
| 1961   | Giants de New York | 14     | -   | -       | -       | -       | 53      | 805   | 15,2                 | 7                    |                      |                      |
| Totaux | Totaux             | Totaux | 231 | 871     | 3,8     | 4       | 300     | 4 797 | 16,0                 | 48                   |                      |                      |

| Année  | Équipe             | MJ     |     | Passes réceptionnées | Passes réceptionnées | Passes réceptionnées | Passes réceptionnées |       | Courses | Courses | Courses | Courses |
| Année  | Équipe             | MJ     | Nb. | Yards                | Moy.                 | TD                   | Nb.                  | Yards | Moy.    | TD      |         |         |
| 1956   | Giants de New York | 1      | 1   | 9                    | 9,0                  | 1                    | -                    | -     | -       | -       |         |         |
| 1958   | Giants de New York | 2      | 3   | 87                   | 29,0                 | 0                    | -                    | -     | -       | -       |         |         |
| 1959   | Giants de New York | 1      | 2   | 41                   | 20,5                 | 0                    | -                    | -     | -       | -       |         |         |
| 1961   | Giants de New York | 1      | 3   | 54                   | 18,0                 | 0                    | -                    | -     | -       | -       |         |         |
| Totaux | Totaux             | Totaux | 9   | 191                  | 21,2                 | 1                    | -                    | -     | -       | -       |         |         |